# 11. november
11. november je 315. dan leta (316. v prestopnih letih) v gregorijanskem koledarju. Ostaja še 50 dni.

## Dogodki
- 1111 – znameniti »Enajsti« v državah Evrope ob 11:11:11
- 1572 – Tycho Brahe opazuje supernovo
- 1918:
  - ob 11. uri se konča prva svetovna vojna, ko Nemčija in antanta podpišejo premirje
  - z odstopom cesarja Karla I. se konča vladavina Habsburžanov
- 1940 – Britanska vojna mornarica premaga italijansko vojno mornarico pri Tarantu
- 1941:
  - - ZDA razširijo Land Lease Act na Svobodno Francijo
  - - iz Sovjetske zveze začne oddajati radio Svobodna Jugoslavija
- 1942:
  - - Tretji rajh in Italija okupirata preostalo Francijo
  - - ustanovitev Organizacije odporniške armade
- 1945 – volitve v ustavodajno skupščino Jugoslavije
- 2000 – v nesreči smučarskega vlaka na avstrijskem Kaprunu je umrlo 155 smučarjev
- 2015 – zaradi begunske krize začne Slovenija na meji s Hrvaško postavljati žičnato ograjo
- 2022 – ukrajinska vojska osvobodi Herson

## Rojstva
- 1050 – Henrik IV., rimsko-nemški cesar († 1106)
- 1153 – Sančo I., portugalski kralj († 1212)
- 1155 – Alfonz VIII., kralj Kastilije in Toleda († 1214)
- 1220 – Alfonz Poitierški, grof Poitiersa, grof Toulouseja, križar († 1271)
- 1328 – Roger Mortimer, angleški vojskovodja, 2. grof March, 4. baron Mortimer († 1360)
- 1491 – Martin Bucer, nemški teolog in reformator († 1551)
- 1493 – Paracelzij, švicarski alkimist, zdravnik, okultist (možen datum rojstva tudi 17. december) († 1541)
- 1593 – Andrej Kobav, slovenski jezuit, teolog, kronolog, matematik († 1654)
- 1595 – Martin Baučer, slovenski jezuit, zgodovinar († 1668)
- 1636 – Yan Ruoju, kitajski učenjak († 1704)
- 1821 – Fjodor Mihajlovič Dostojevski, ruski pisatelj († 1881)
- 1851 – Jacques Bertillon, francoski statistik, demograf († 1922)
- 1852 – grof Franz Xaver Josef Conrad von Hötzendorf, avstrijski častnik († 1925)
- 1855 – Stevan Sremac, srbski pisatelj († 1906)
- 1875 – Vesto Melvin Slipher, ameriški astronom († 1969)
- 1882 – Gustav VI. Adolf Švedski († 1973)
- 1885 – George Patton, ameriški general († 1945)
- 1889 – Vladimir Miselj, slovenski diplomat († 1944)
- 1914 – Cene Vipotnik, slovenski pesnik († 1972)
- 1922 – Kurt Vonnegut, ameriški pisatelj († 2007)
- 1928 – Paul Xavier Kelley, ameriški general († 2019)
- 1945 – Daniel Ortega, predsednik Nikaragve
- 1962 – Demi Moore, ameriška filmska igralka
- 1966 – Benedicta Boccoli, italijanska gledališka in filmska igralka
- 1974 – Leonardo DiCaprio, ameriški filmski igralec
- 1983 – Philipp Lahm, nemški nogometaš

## Smrti
- 1028 – Konstantin VIII., bizantinski cesar (* 960)
- 1096 – Werner I., habsburški grof (* 1030)
- 1130 – Tereza Portugalska, grofica, regentinja (* 1080)
- 1238 – Moroie Matsudono, zadnji japonski regent iz klana Fudživara (* 1172)
- 1264 – Farinata degli Uberti, florentinski plemič, gibelin
- 1331 – Štefan Dečanski, srbski kralj (* 1285)
- 1404 – Milica Hrebeljanović, srbska kneginja (* okoli 1335)
- 1751 – Julien Offray de La Mettrie, francoski zdravnik in filozof (* 1709)
- 1855 – Søren Kierkegaard, danski filozof (* 1813)
- 1886 – Paul Bert, francoski fiziolog, politik, diplomat (* 1833)
- 1917 – Liliuokalani, zadnja havajska kraljica (* 1838)
- 1927 – Wilhelm Ludvig Johannsen, danski botanik (* 1857)
- 1943 – Franc Šturm (skladatelj)  (* 1912)
- 1976 – Alexander Calder, ameriški kipar (* 1898)
- 2003 – Andrej Andrejevič Bolibruh, ruski matematik (* 1950)
- 2004 – Jaser Arafat, palestinski voditelj (* 1929)

## Prazniki in obredi
- god sv. Martina - Martinovo